# Calanthe chevalieri
Calanthe chevalieri är en orkidéart som beskrevs av François Gagnepain. Calanthe chevalieri ingår i släktet Calanthe och familjen orkidéer.
Artens utbredningsområde är Vietnam. Inga underarter finns listade i Catalogue of Life.